# Parijs (Kenny B)
Parijs is een single van Kenny B. Het is zijn tweede single na zijn overstap naar Nederlandstalige muziek.
In het nummer bezingt hij hoe hij in Parijs onder de indruk raakt van een vrouw die hij omschrijft als een "mix van Doutzen, Edsilia en Anouk". Als hij haar in het Frans aanspreekt, zegt zij in het Frans dat ze Nederlandse is. Vervolgens stelt hij voor Nederlands te praten, samen toeristische trekpleisters in Parijs te bezoeken en samen naar Nederland terug te vliegen.

## Geschiedenis
Kenny B promootte de single in De Wereld Draait Door, RTL Boulevard en RTL Late Night. Hij werd aangeduid als de Surinaamse André Hazes. De videoclip werd geschoten in Parijs. Kenny B schreef het nummer al in 2014 toen hij zich in de geluidsstudio bevond, maar ook deels in woonplaats Tilburg. Hij vond het zelf nog vroeg om een single uit te brengen in Nederland, maar liet zich overhalen.
De voorgaande single Als je gaat over een opengebroken relatie haalde net aan de tipparade. Parijs was succesvoller en behaalde de eerste plaats in de twee Nederlandse hitparades, daarmee de 750e nummer 1-hit in de geschiedenis van de Nederlandse Top 40. Het was daarvoor al benoemd tot Alarmschijf. Het nummer staat ook op zijn album Kenny B, dat in mei 2015 verscheen.
In de Mega Top 50 en voorgangers is Kenny B. de oudste debuterende nummer één-artiest ooit (sinds 1963).
Parijs werd 20 miljoen maal gestreamd en er werden meer dan 50.000 exemplaren verkocht. De kijkers van de publieke jongerenomroep FunX riepen het nummer op 21 mei 2015 uit tot Beste single.

## Hitnoteringen
Het lied stond zes weken nummer 1 in de Suriname Top 40.

### Nederlandse Top 40
| Hitnotering: 11-04-2015 t/m 12-09-2015 | Hitnotering: 11-04-2015 t/m 12-09-2015 | Hitnotering: 11-04-2015 t/m 12-09-2015 | Hitnotering: 11-04-2015 t/m 12-09-2015 | Hitnotering: 11-04-2015 t/m 12-09-2015 | Hitnotering: 11-04-2015 t/m 12-09-2015 | Hitnotering: 11-04-2015 t/m 12-09-2015 | Hitnotering: 11-04-2015 t/m 12-09-2015 | Hitnotering: 11-04-2015 t/m 12-09-2015 | Hitnotering: 11-04-2015 t/m 12-09-2015 | Hitnotering: 11-04-2015 t/m 12-09-2015 | Hitnotering: 11-04-2015 t/m 12-09-2015 | Hitnotering: 11-04-2015 t/m 12-09-2015 | Hitnotering: 11-04-2015 t/m 12-09-2015 | Hitnotering: 11-04-2015 t/m 12-09-2015 | Hitnotering: 11-04-2015 t/m 12-09-2015 | Hitnotering: 11-04-2015 t/m 12-09-2015 | Hitnotering: 11-04-2015 t/m 12-09-2015 | Hitnotering: 11-04-2015 t/m 12-09-2015 | Hitnotering: 11-04-2015 t/m 12-09-2015 | Hitnotering: 11-04-2015 t/m 12-09-2015 | Hitnotering: 11-04-2015 t/m 12-09-2015 | Hitnotering: 11-04-2015 t/m 12-09-2015 | Hitnotering: 11-04-2015 t/m 12-09-2015 | Hitnotering: 11-04-2015 t/m 12-09-2015 |
| Week:                                  | 1                                      | 2                                      | 3                                      | 4                                      | 5                                      | 6                                      | 7                                      | 8                                      | 9                                      | 10                                     | 11                                     | 12                                     | 13                                     | 14                                     | 15                                     | 16                                     | 17                                     | 18                                     | 19                                     | 20                                     | 21                                     | 22                                     | 23                                     |                                        |
| -------------------------------------- | -------------------------------------- | -------------------------------------- | -------------------------------------- | -------------------------------------- | -------------------------------------- | -------------------------------------- | -------------------------------------- | -------------------------------------- | -------------------------------------- | -------------------------------------- | -------------------------------------- | -------------------------------------- | -------------------------------------- | -------------------------------------- | -------------------------------------- | -------------------------------------- | -------------------------------------- | -------------------------------------- | -------------------------------------- | -------------------------------------- | -------------------------------------- | -------------------------------------- | -------------------------------------- | -------------------------------------- |
| Positie:                               | 9                                      | 2                                      | 1                                      | 1                                      | 1                                      | 1                                      | 1                                      | 1                                      | 1                                      | 2                                      | 2                                      | 5                                      | 5                                      | 6                                      | 6                                      | 9                                      | 12                                     | 14                                     | 23                                     | 25                                     | 29                                     | 35                                     | 40                                     | uit                                    |

### NederlandseSingle Top 100
| Hitnotering: (week 1 t/m 35) 28-03-2015 t/m 21-11-2015 Hitnotering: (week 36 t/m 37) 05-12-2015 t/m 12-12-2015 Hitnotering: (week 38) 09-01-2016 | Hitnotering: (week 1 t/m 35) 28-03-2015 t/m 21-11-2015 Hitnotering: (week 36 t/m 37) 05-12-2015 t/m 12-12-2015 Hitnotering: (week 38) 09-01-2016 | Hitnotering: (week 1 t/m 35) 28-03-2015 t/m 21-11-2015 Hitnotering: (week 36 t/m 37) 05-12-2015 t/m 12-12-2015 Hitnotering: (week 38) 09-01-2016 | Hitnotering: (week 1 t/m 35) 28-03-2015 t/m 21-11-2015 Hitnotering: (week 36 t/m 37) 05-12-2015 t/m 12-12-2015 Hitnotering: (week 38) 09-01-2016 | Hitnotering: (week 1 t/m 35) 28-03-2015 t/m 21-11-2015 Hitnotering: (week 36 t/m 37) 05-12-2015 t/m 12-12-2015 Hitnotering: (week 38) 09-01-2016 | Hitnotering: (week 1 t/m 35) 28-03-2015 t/m 21-11-2015 Hitnotering: (week 36 t/m 37) 05-12-2015 t/m 12-12-2015 Hitnotering: (week 38) 09-01-2016 | Hitnotering: (week 1 t/m 35) 28-03-2015 t/m 21-11-2015 Hitnotering: (week 36 t/m 37) 05-12-2015 t/m 12-12-2015 Hitnotering: (week 38) 09-01-2016 | Hitnotering: (week 1 t/m 35) 28-03-2015 t/m 21-11-2015 Hitnotering: (week 36 t/m 37) 05-12-2015 t/m 12-12-2015 Hitnotering: (week 38) 09-01-2016 | Hitnotering: (week 1 t/m 35) 28-03-2015 t/m 21-11-2015 Hitnotering: (week 36 t/m 37) 05-12-2015 t/m 12-12-2015 Hitnotering: (week 38) 09-01-2016 | Hitnotering: (week 1 t/m 35) 28-03-2015 t/m 21-11-2015 Hitnotering: (week 36 t/m 37) 05-12-2015 t/m 12-12-2015 Hitnotering: (week 38) 09-01-2016 | Hitnotering: (week 1 t/m 35) 28-03-2015 t/m 21-11-2015 Hitnotering: (week 36 t/m 37) 05-12-2015 t/m 12-12-2015 Hitnotering: (week 38) 09-01-2016 | Hitnotering: (week 1 t/m 35) 28-03-2015 t/m 21-11-2015 Hitnotering: (week 36 t/m 37) 05-12-2015 t/m 12-12-2015 Hitnotering: (week 38) 09-01-2016 | Hitnotering: (week 1 t/m 35) 28-03-2015 t/m 21-11-2015 Hitnotering: (week 36 t/m 37) 05-12-2015 t/m 12-12-2015 Hitnotering: (week 38) 09-01-2016 | Hitnotering: (week 1 t/m 35) 28-03-2015 t/m 21-11-2015 Hitnotering: (week 36 t/m 37) 05-12-2015 t/m 12-12-2015 Hitnotering: (week 38) 09-01-2016 | Hitnotering: (week 1 t/m 35) 28-03-2015 t/m 21-11-2015 Hitnotering: (week 36 t/m 37) 05-12-2015 t/m 12-12-2015 Hitnotering: (week 38) 09-01-2016 | Hitnotering: (week 1 t/m 35) 28-03-2015 t/m 21-11-2015 Hitnotering: (week 36 t/m 37) 05-12-2015 t/m 12-12-2015 Hitnotering: (week 38) 09-01-2016 | Hitnotering: (week 1 t/m 35) 28-03-2015 t/m 21-11-2015 Hitnotering: (week 36 t/m 37) 05-12-2015 t/m 12-12-2015 Hitnotering: (week 38) 09-01-2016 | Hitnotering: (week 1 t/m 35) 28-03-2015 t/m 21-11-2015 Hitnotering: (week 36 t/m 37) 05-12-2015 t/m 12-12-2015 Hitnotering: (week 38) 09-01-2016 | Hitnotering: (week 1 t/m 35) 28-03-2015 t/m 21-11-2015 Hitnotering: (week 36 t/m 37) 05-12-2015 t/m 12-12-2015 Hitnotering: (week 38) 09-01-2016 | Hitnotering: (week 1 t/m 35) 28-03-2015 t/m 21-11-2015 Hitnotering: (week 36 t/m 37) 05-12-2015 t/m 12-12-2015 Hitnotering: (week 38) 09-01-2016 | Hitnotering: (week 1 t/m 35) 28-03-2015 t/m 21-11-2015 Hitnotering: (week 36 t/m 37) 05-12-2015 t/m 12-12-2015 Hitnotering: (week 38) 09-01-2016 | Hitnotering: (week 1 t/m 35) 28-03-2015 t/m 21-11-2015 Hitnotering: (week 36 t/m 37) 05-12-2015 t/m 12-12-2015 Hitnotering: (week 38) 09-01-2016 |
| Week: | 1 | 2 | 3 | 4 | 5 | 6 | 7 | 8 | 9 | 10 | 11 | 12 | 13 | 14 | 15 | 16 | 17 | 18 | 19 | 20 | 21 |
| --- | --- | --- | --- | --- | --- | --- | --- | --- | --- | --- | --- | --- | --- | --- | --- | --- | --- | --- | --- | --- | --- |
| Positie: | 85 | 17 | 4 | 1 | 1 | 1 | 1 | 1 | 1 | 1 | 1 | 1 | 4 | 5 | 5 | 5 | 6 | 7 | 7 | 12 | 14 |
| Week: | 22 | 23 | 24 | 25 | 26 | 27 | 28 | 29 | 30 | 31 | 32 | 33 | 34 | 35 | | 36 | 37 | | 38 | | |
| Positie: | 19 | 23 | 30 | 30 | 35 | 49 | 53 | 57 | 60 | 62 | 67 | 81 | 83 | 97 | uit | 99 | 95 | uit | 83 | uit | |

### VlaamseVRT Top 30
| Positie: | 28 | 13 | 12 | 15 | 16 | 28 | 22 | 26 | 26 | 21 | 30 | uit |

### VlaamseUltratop 50
| Hitnotering: 16-05-2015 t/m 31-10-2015 | Hitnotering: 16-05-2015 t/m 31-10-2015 | Hitnotering: 16-05-2015 t/m 31-10-2015 | Hitnotering: 16-05-2015 t/m 31-10-2015 | Hitnotering: 16-05-2015 t/m 31-10-2015 | Hitnotering: 16-05-2015 t/m 31-10-2015 | Hitnotering: 16-05-2015 t/m 31-10-2015 | Hitnotering: 16-05-2015 t/m 31-10-2015 | Hitnotering: 16-05-2015 t/m 31-10-2015 | Hitnotering: 16-05-2015 t/m 31-10-2015 | Hitnotering: 16-05-2015 t/m 31-10-2015 | Hitnotering: 16-05-2015 t/m 31-10-2015 | Hitnotering: 16-05-2015 t/m 31-10-2015 | Hitnotering: 16-05-2015 t/m 31-10-2015 | Hitnotering: 16-05-2015 t/m 31-10-2015 | Hitnotering: 16-05-2015 t/m 31-10-2015 | Hitnotering: 16-05-2015 t/m 31-10-2015 | Hitnotering: 16-05-2015 t/m 31-10-2015 | Hitnotering: 16-05-2015 t/m 31-10-2015 | Hitnotering: 16-05-2015 t/m 31-10-2015 | Hitnotering: 16-05-2015 t/m 31-10-2015 | Hitnotering: 16-05-2015 t/m 31-10-2015 |
| Week:                                  | 1                                      | 2                                      | 3                                      | 4                                      | 5                                      | 6                                      | 7                                      | 8                                      | 9                                      | 10                                     | 11                                     | 12                                     | 13                                     | 14                                     | 15                                     | 16                                     | 17                                     |                                        | 18                                     | 19                                     |                                        |
| -------------------------------------- | -------------------------------------- | -------------------------------------- | -------------------------------------- | -------------------------------------- | -------------------------------------- | -------------------------------------- | -------------------------------------- | -------------------------------------- | -------------------------------------- | -------------------------------------- | -------------------------------------- | -------------------------------------- | -------------------------------------- | -------------------------------------- | -------------------------------------- | -------------------------------------- | -------------------------------------- | -------------------------------------- | -------------------------------------- | -------------------------------------- | -------------------------------------- |
| Positie:                               | 45                                     | 38                                     | 45                                     | 36                                     | 30                                     | 21                                     | 19                                     | 17                                     | 15                                     | 25                                     | 19                                     | 34                                     | 35                                     | 28                                     | 28                                     | 41                                     | 49                                     | uit                                    | 43                                     | 36                                     | uit                                    |

### NPO Radio 2 Top 2000
| Nummer met noteringen in de NPO Radio 2 Top 2000 | '15 | '16  | '17  | '18  |
| ------------------------------------------------ | --- | ---- | ---- | ---- |
| Parijs                                           | 733 | 1199 | 1627 | 1705 |

1. ↑  Een vetgedrukt getal geeft de hoogste notering aan.
2. ↑  2015 was het eerste jaar met een notering voor dit nummer.
3. ↑  Deze tabel is bijgewerkt tot en met de laatste editie (2024).

## Parodieën
Ontleend aan een zin in het nummer, Praat Nederlands met me, verscheen op 2 mei 2015 een parodie op YouTube, waarin een Amsterdamse man een Rotterdamse vrouw toezingt: Praat Amsterdams met me. Hierop volgden een groot aantal parodieën in allerlei (streek)talen en dialecten.